# Ricardo Murad
Ricardo Jorge Murad, mais conhecido como Ricardo Murad (São Luís, 12 de abril de 1956) é um político brasileiro filiado ao União Brasil (UNIÃO).

## Política
Descendente de libaneses, ingressou na política no ano de 1982 foi eleito deputado estadual pelo PDS, aos 26 anos de idade.
Em 1986 foi reeleito deputado estadual.
Em 1990 foi eleito deputado federal.
Em 1992 foi eleito prefeito de Coroatá pelo PFL, mas não chegou a assumir, sua esposa Teresa Murad é quem devera assumir em janeiro de 1993.
Em 1994 foi candidato a governador pela primeira vez, pelo PSD, mas teve sua candidatura indeferida porque o seu partido estava em coligação com o PFL da candidata Roseana Sarney que foi eleita governadora em segundo turno.
Em 2002 foi candidato a governador pela segunda vez, pelo PSB, mas teve sua candidatura cassada. O senador José Sarney (PMDB-MA) e o deputado Remi Trinta (PL-MA) recorreram ao TSE com o recurso que pedia cassação de candidatura de Murad com sucesso. José Reinaldo (PFL) foi reeleito.
Em 2004 foi candidato a prefeito em São Luís, derrotado pelo prefeito reeleito Tadeu Palácio (PDT). 
Em 2006 voltou à Assembleia eleito deputado estadual via MDB, e reeleito em 2010.
Foi secretário de Saúde do Maranhão por duas vezes, no período de 2009 a 2010 e de 2011 a 2014, durante os governos de Roseana Sarney.
Em 2018 foi candidato a deputado federal via PRP, mas teve sua candidatura indeferida. Apoiou Roseana Sarney ao governo.
Em 2020, Ricardo Murad concorreu ao cargo de prefeito em Coroatá, mas ficou em terceiro lugar com 7.431 votos que representou 23,09%.
Em 2022, foi candidato a deputado estadual pelo PSC, mas não conseguiu êxito.

## Vida pessoal
Casou-se com Teresa Murad, com quem tem três filhas, dentre elas está a ex-deputada estadual Andrea Murad. Ele é também irmão de Jorge Murad. 